# Gasteruption undulatum
Gasteruption undulatum är en stekelart som först beskrevs av Abeille de Perrin 1879.  Gasteruption undulatum ingår i släktet Gasteruption, och familjen bisteklar. Enligt den finländska rödlistan är arten nationellt utdöd i Finland. Arten är reproducerande i Sverige. Artens livsmiljö är hagmarker och lövängar.